# Gare de Saint-Louis-les Aygalades
Pour les articles homonymes, voir Gare de Saint-Louis.
Ne doit pas être confondu avec Gare des Aygalades-Accates.
La gare de Saint-Louis-les Aygalades est une gare ferroviaire française, fermée, de la ligne de Paris-Lyon à Marseille-Saint-Charles, située sur le territoire du 15e arrondissement de la ville de Marseille, dans le département des Bouches-du-Rhône, en région Provence-Alpes-Côte d'Azur.
Elle est mise en service en 1883 par la Compagnie des chemins de fer de Paris à Lyon et à la Méditerranée (PLM) et fermée en 2014 par la Société nationale des chemins de fer français (SNCF). Le bâtiment voyageurs est ensuite détruit.

## Situation ferroviaire
Établie à 51 mètres d'altitude, la gare fermée de Saint-Louis-les Aygalades est située au point kilométrique (PK) 855,435 de la ligne de Paris-Lyon à Marseille-Saint-Charles, entre les gares ouvertes de Séon-Saint-Henri (s'intercale la gare fermée de Séon-Saint-André) et de Marseille-Saint-Charles. Elle est séparée de cette dernière par les gares fermées de Saint-Joseph, du Canet et de Saint-Barthélémy.
La gare dessert une installation terminale embranchée (ITE).

Les voies en 2014
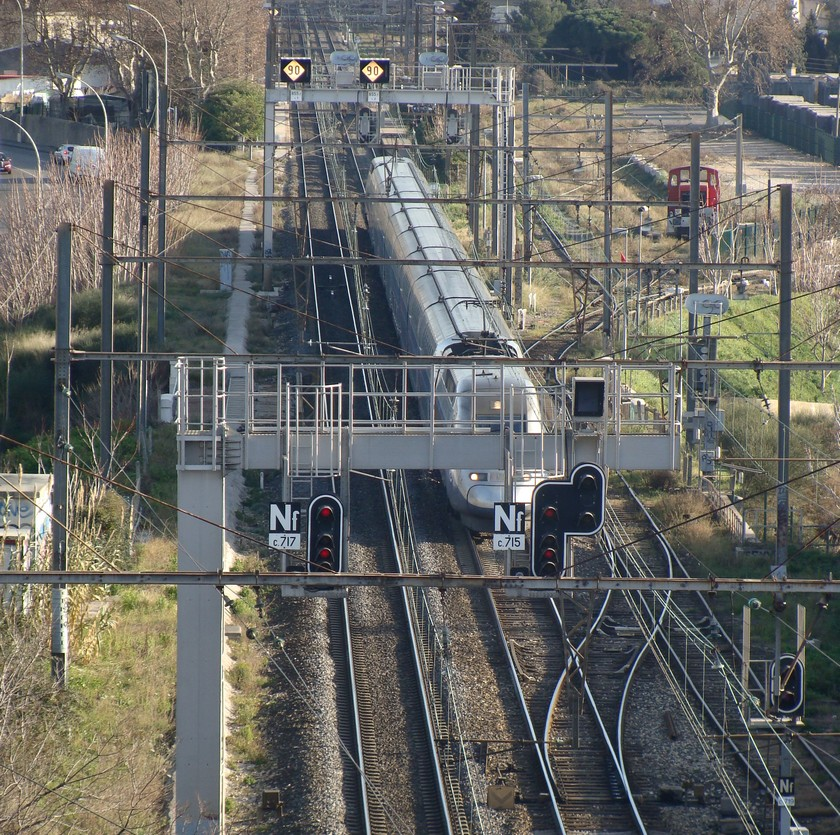
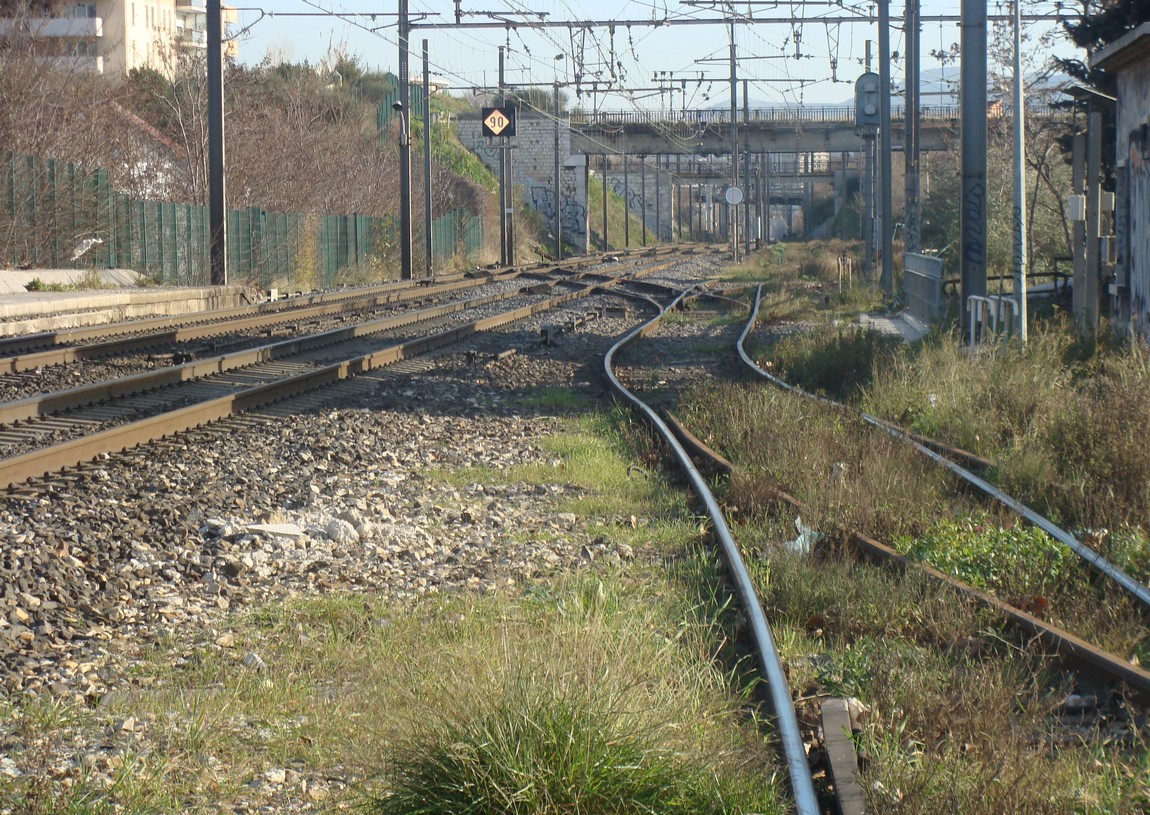
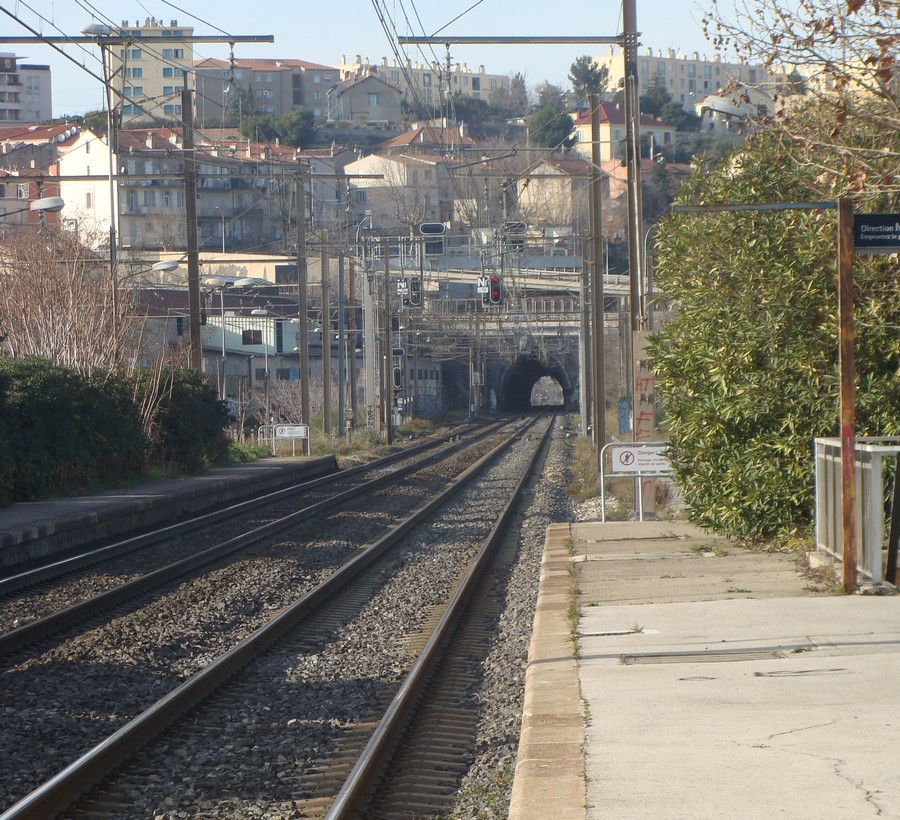

## Histoire

### Gares de Saint-Louis et des Aygalades
La « gare de Saint-Louis » est inaugurée en 1855.
Le 29 octobre 1860, une décision ministérielle autorise le remplacement de la gare à charbons de Saint-Louis, trop exiguë par une nouvelle aux Aygalades. Cette nouvelle gare est livrée à l'exploitation en décembre 1864.
La décision ministérielle du 13 mai 1867, approuve la réalisation d'un quai découvert dans la « gare des Aygalades ». Il est livré à l'exploitation en 1868. La compagnie cherche une solution pour la « gare à charbon des Aygalades » qui arrive à saturation après environ deux ans d'existence. Elle envisage de rouvrir, pour en faire une annexe, la « gare de Saint-Louis », qu'elle n'utilise plus et qui est située à 400 mètres de celle des Aygalades. L'opération est réalisée et la gare de Saint-Louis est rouverte en juillet 1869. Une voie de garage est établie près de la voie 1 aux Aygalades.
En 1869, « Les Aygalades » est l'une des stations de la relation de L'Estaque à Marseille du PLM. La fiche horaire du Livret-Chaix indique que les temps de transport sont de 3 min pour Saint-Joseph et 17 min pour Marseille et dans l'autre sens de 4 min pour Séon-Saint-André et 11 min pour L'Estaque.

### Gare de Saint-Louis-les Aygalades
La gare de Saint-Louis-les Aygalades est inaugurée et mise en service en 1883 par la Compagnie des chemins de fer de Paris à Lyon et à la Méditerranée (PLM).
La gare de « Saint-Louis-les Aygalades » est l'une des 1 763 gares, stations ou haltes de la Compagnie PLM listées dans la nomenclature 1911. C'est une gare de la ligne de Paris à Marseille et à Vintimille située entre les stations de Séon-Saint-André et Saint-Joseph. Elle est ouverte au service complet de la grande vitesse et de la petite vitesse (marchandises).

La gare PLM au début des années 1900
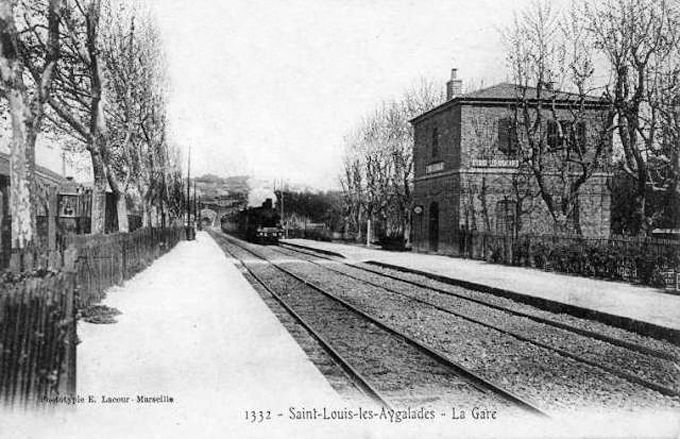
Arrivée d'un train.
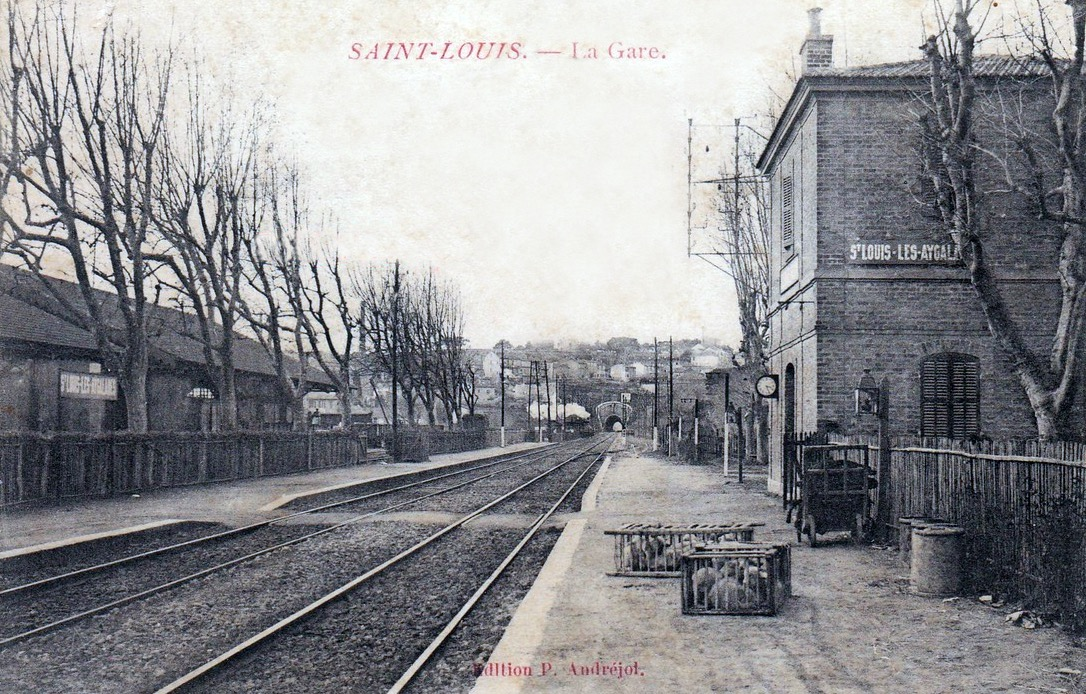
Vue vers le tunnel.

En 2014, c'est une gare voyageurs d'intérêt local (catégorie C : moins de 100 000 voyageurs par an de 2010 à 2011), qui dispose de deux quais, un passage souterrain et un abri. Elle est fermée au service des voyageurs le 14 décembre 2014.

La gare en 2014
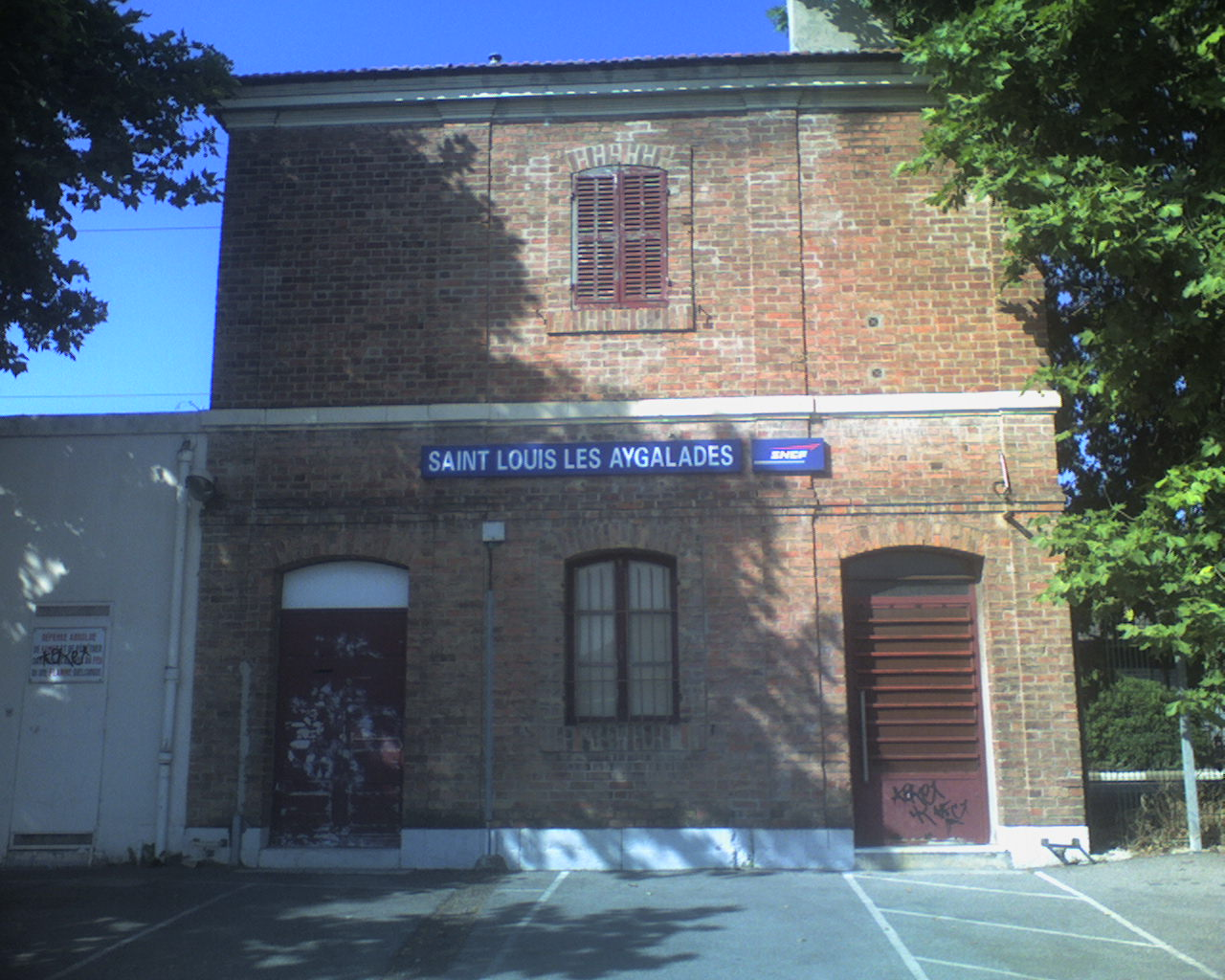
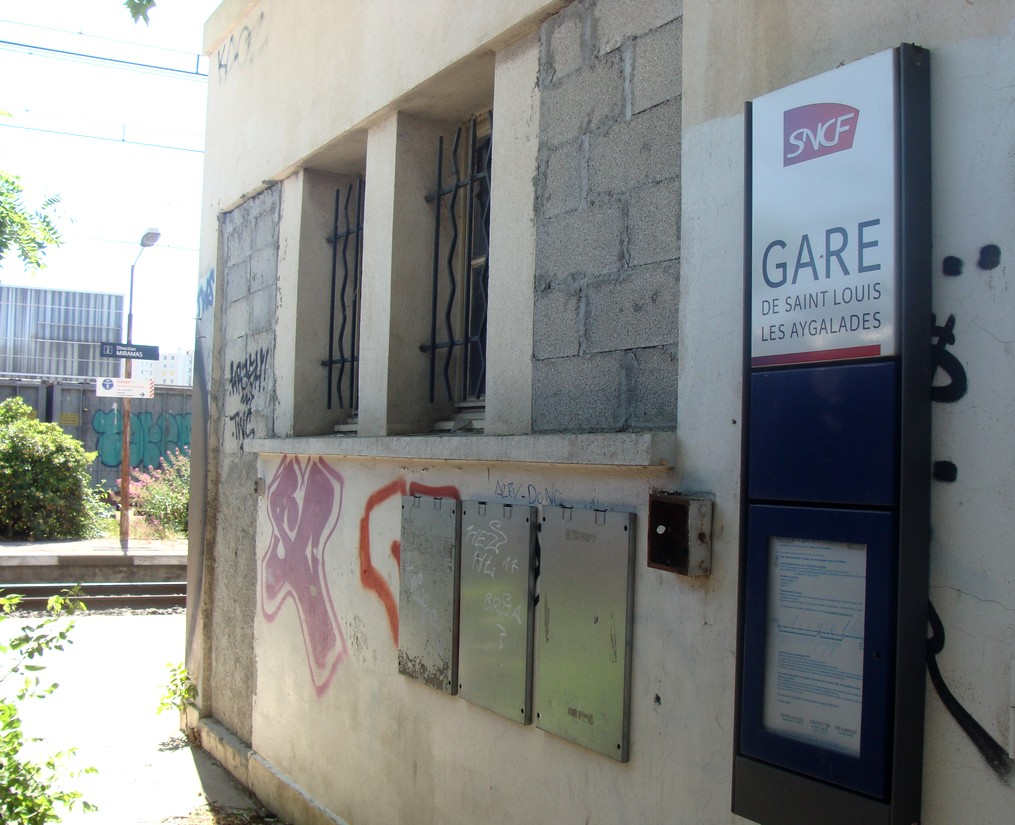
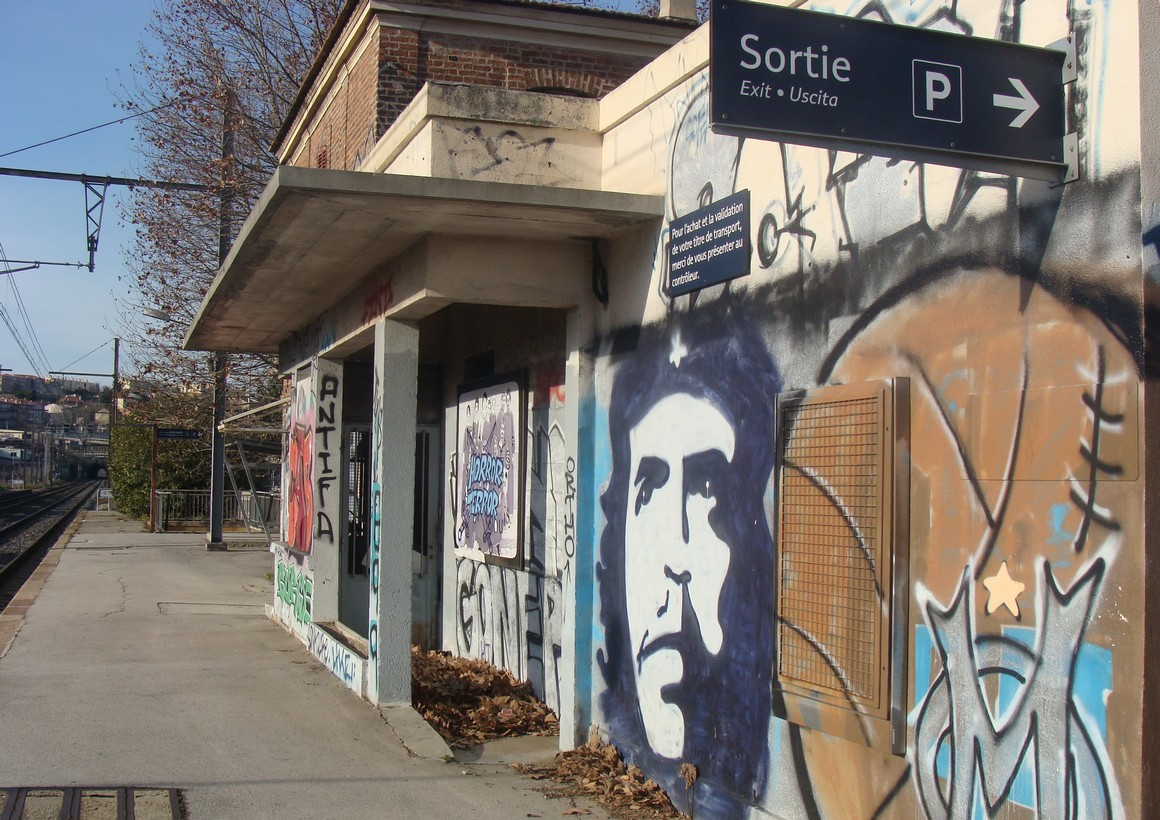

L'ancien bâtiment voyageurs construit en 1883 par la Compagnie PLM est démoli entre le mois de mai 2015 et le mois d'août 2017.